# Aborigines Tracker

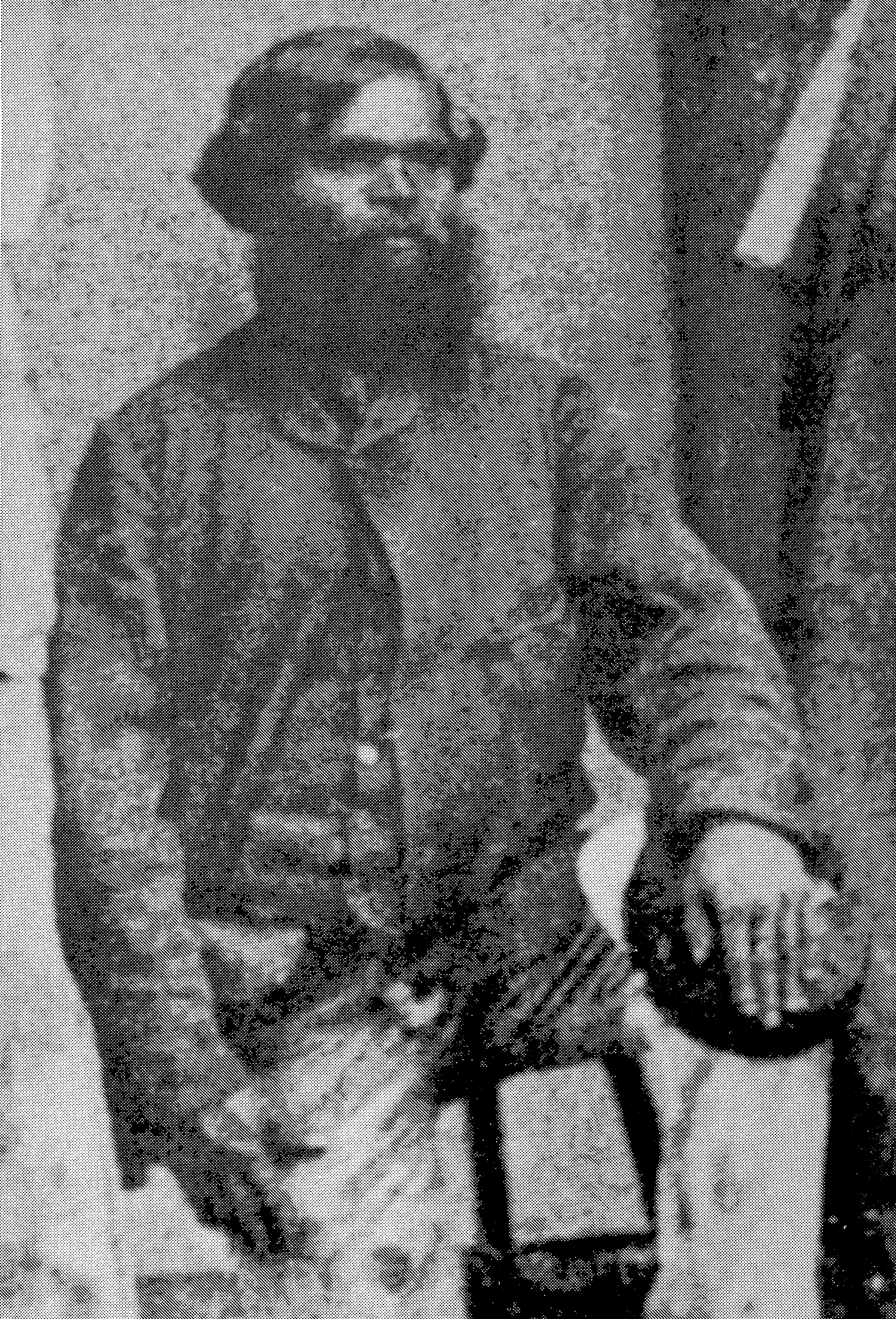
Tommy Windich war als Aborigines Tracker an zahlreichen Expeditionen in Western Australia in den 1860er und 1870er Jahren beteiligt

Aborigines Tracker waren indigene Fährtensucher und Spurenleser Australiens, die bei den britischen Siedlern, Entdeckern und der Polizei dienten. Als die Briten 1788 nach Australien kamen, waren sie nicht in der Lage, die Landschaft, das Klima, die Spuren von Tieren zu lesen oder Pflanzen hinsichtlich ihrer Genießbarkeit zu bestimmen. Gänzlich unbekannt war den Briten, wie man Wasserstellen in der kargen Landschaft finden und sauber halten konnte. Diese Fähigkeiten waren für die traditionellen Aborigines lebenswichtig und wurden ihnen von Kindheit an beigebracht.

## Erste Tracker
Die ersten zwei Aborigines-Spurenleser, Mogo und Mollydobbin, wurden 1834 in Western Australia bei Fremantle eingesetzt, um einen fünf Jahre alten Jungen zu finden, der dort in der ariden Landschaft verloren gegangen war. Sie fanden ihn nach zehnstündiger Suche. 1864 wurden drei Kinder nach einem starken Regen bei Wimmera in Victoria neun Tage lang vermisst. Als man daraufhin den black tracker, genannt King Richard oder Dick-a-Dick, einsetzte, fand man sie nach einem Tag Suche lebend und wohlauf.

## Kolonisation
Als die europäischen Siedler das Landesinnere Australiens kolonisierten, nachdem sie 1813 einen Weg über die Blue Montains gefunden hatten, benötigten sie die Aborigines Tracker. Die britischen Entdecker nutzten die indigenen Führer, die nicht nur die Landschaft lesen, sondern auch mit anderen Aboriginesvölkern kommunizieren konnten. Die Spurensucher kannten Wege durch das Land, Stellen für Wasser und Nahrung, konnten verlorene Expeditionsmitglieder wieder zurückführen. Sie fungierten darüber hinaus als Botschafter und Dolmetscher zwischen indigenen Völkern und Europäern, kannten die Sitten und Gewohnheiten beider Seiten und achteten die kulturellen Gepflogenheiten der Aborigines. Sie ermöglichten damit auch die friedvolle Durchquerung von Stammesgebieten und sie achteten auf die Stammesgrenzen. 
Beispielsweise führte John Piper, ein Aborigines Tracker, Thomas Mitchell bei seiner Expedition über die Great Dividing Range.
Der deutsche Australienforscher Ludwig Leichhardt nahm bei seinen drei großen Forschungsreisen ebenfalls Aborigines Tracker mit.
Edward John Eyre hatte einen Tracker namens Wylie, der sein Freund wurde. Sie waren die ersten Männer, die Australien vom Osten nach Westen durch die Nullarbor-Ebene von Adelaide nach Albany durchquerten. Wylie rettete das Leben von Eyre, der ohne ihn verloren gewesen wäre. Wylie fand Wasser und jagte Kängurus, damit sie nicht verhungerten. Als Dank bezahlte ihm Eyre eine lebenslange Pension.
Im Gegensatz hierzu nutzten Robert Burke und William Wills auf ihrer Expedition von Melbourne zum Gulf of Carpentaria keine Aborigines Tracker. Diese Expedition führte ins Fiasko und letztendlich zu ihrem Tode. Sie waren trotz Ratschlägen von Aborigines nicht in der Lage, das Essen so zuzubereiten wie die Aborigines. Dadurch nahmen sie Pflanzengift auf. Sie merkten zwar, dass sie immer schwächer wurden, wussten aber nicht warum und starben.

## Native-Police-Corps
Bereits in den frühen 1800er Jahren wurden Aborigines mit der Suche nach entflohenen Sträflingen und Kriminellen beauftragt. Sie wurden auch Bushranger genannt und zur Suche nach anderen Aborigines eingesetzt. 
Erste Erfahrungen mit einer aus Aborigines gebildeten Polizeitruppe wurden bereits 1837 gesammelt; 1842 wurden erstmals die Port Phillip Native Police Corps in New South Wales aufgebaut, die ausschließlich aus Aborigines bestand. Sie sollten Gold- und andere Transporte beschützen, entflohene Häftlinge wieder einfangen und in Konflikten mit den Ureinwohnern eingreifen. Zahlreiche Aborigines wurden von den Native-Police-Corps getötet. 1848 baute der Gouverneur Charles Fitzroy ebenso eine derartige Polizeitruppe auf, die bis 1859 in New South Wales bestand. Als sich die Kolonie Queensland ausgründete, wurde diese Truppe dort übernommen. Die Native-Police-Corps waren in zahlreiche Massaker von Aborigines, wie beispielsweise in das Goulbolba-Hill-Massaker mit 300 Getöteten, verwickelt. Des Weiteren gab es Native-Police-Corps im Northern Territory, in Western Australia und South Australia, bis sie 1853 aufgelöst wurden.
Bekannt ist vor allem Billibellary, der bei den Native-Police-Corps war, bis er erkannte, dass sie zur Vernichtung der Aboriginesvölker eingesetzt wurden. Jandamarra war beispielsweise, bevor er Aufständische seines Volkes befreite, bis 1894 als Spurenleser in einer Polizeistation.

## Neuzeit
1902 setzte Lord Kitchener vier Aborigines Tracker, vermutlich aus dem nördlichen Queensland, im Zweiten Burenkrieg in Südafrika ein.
1980 fanden Aborigines Tracker das Jäckchen des vermissten Babys Azaria Chamberlain, das auf dem Campingplatz am Uluru verloren gegangen war. Teddy Egan aus Yuendumu gilt als der bekannteste Tracker Australiens, weil er half, zwei Verbrecher zu fassen, die zwei Polizisten schwer verwundet hatten. Im Jahre 2000 konnten entflohene Häftlinge unter seiner Mithilfe gefasst werden. Er war auch an der Suche nach dem ermordeten englischen Touristen Peter Falconio beteiligt.

## Kultur
Aborigines Tracker kommen in einigen Filmen vor. Der Film Walkabout handelt von verlorenen Kindern in der australischen Wüste, die von einem Aboriginal Tracker wiedergefunden werden. Rabbit-Proof Fence und The Tracker zeigen reale Gegebenheiten. One Night the Moon erzählt die Geschichte der Suche nach einem Kind, dessen Vater von 1911 bis 1950 bei der New South Wales Police Force war und nicht will, dass ein Aborigine bei der Suche hilft. Über den Aborigines Tracker Alexander Riley, der für seine Leistung, einen Serienkiller zu entlarven, eine Medaille erhielt, wurde von seinem Enkel Michael der Dokumentarfilm Black Tracker gedreht, der sein reales Leben zeigt.